# García Noblejas (metrostation)
García Noblejas is een metrostation in het stadsdeel Ciudad Lineal van de Spaanse hoofdstad Madrid. Het station werd geopend op 17 juli 1974 en wordt bediend door lijn 7 van de metro van Madrid.